# La Cocina
La Cocina es un núcleo de población español de la localidad de Roiz, perteneciente al municipio de Valdáliga, en la comunidad autónoma de Cantabria.

## Historia
Hacia mediados del siglo XIX, el lugar era referido como un barrio ya por entonces perteneciente al municipio de Valdáliga. En 2023, el núcleo de población de La Cocina, encuadrado dentro de la entidad singular de población de Roiz, tenía empadronados 107 habitantes.